# 巻き寿司

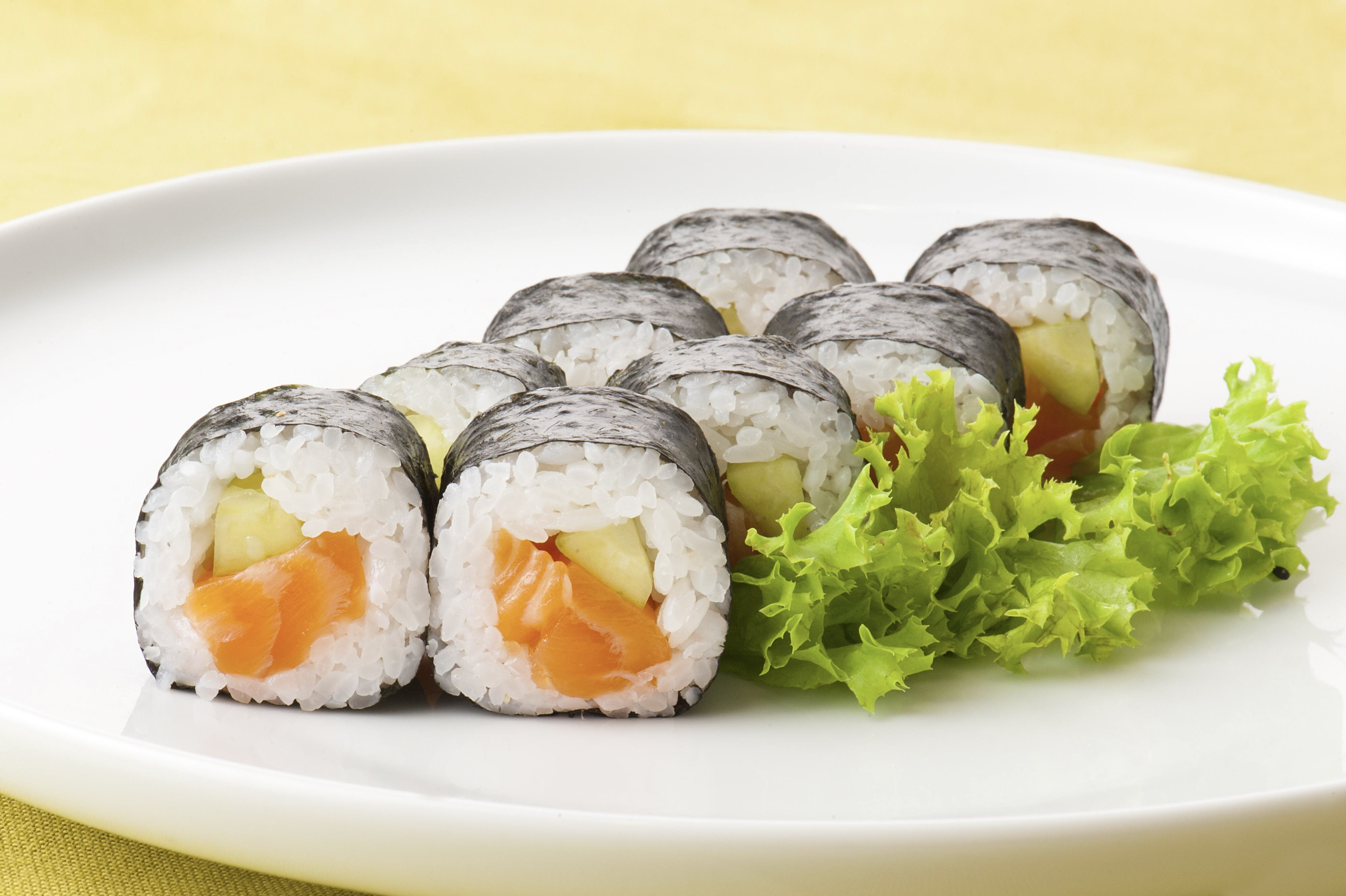
巻き寿司

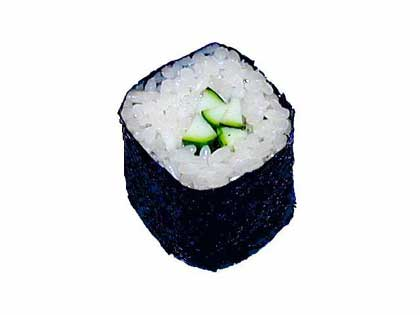
カッパ巻き（キュウリ）

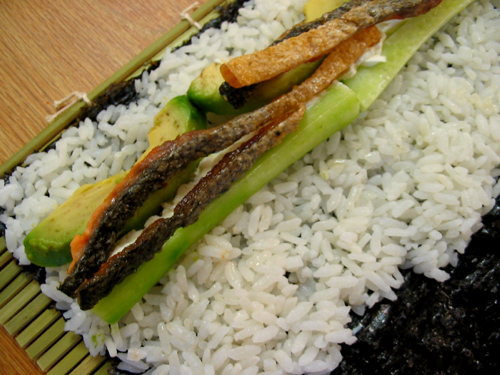
海苔巻きを作る途中（巻く直前）

巻き寿司（まきずし）は、海苔などの材料で酢飯や具材を巻いた寿司の一種。
巻き寿司は海苔や昆布などの食材で酢飯や具材を巻いたものと、禾本科植物の葉を使って酢飯や具材を巻いたものの二つに大別される。一般的には、巻き簾上の海苔に酢飯を広げてその上に具（巻芯）を乗せて巻いたものを指すことが多く、海苔巻き（のりまき）とも呼ばれる。江戸前寿司の基本的なものの1つで巻物（まきもの）ともいう。巻き方は地方や店舗によって異なるが、断面が方形あるいは円形のものが多い。
寿司店以外でも、弁当屋などの店舗や家庭で作られることが多い寿司である。一般的に使用される具材には、マグロ、きゅうり、海老、卵焼き、ツナ、かんぴょう、いか、紫蘇、たくあん、納豆、などがある。

## 歴史
1685年、早ずしが誕生し、酢飯と寿司種を使用する江戸の料理として広く広がった。1716年、品川で海苔の養殖が始まり、江戸の町に海苔が普及することになった。1750年刊行「料理山海郷」で初めて、巻き寿司は「巻鮨」として紹介された。1776年刊行「新撰献立部類集」では巻き寿司の料理法が紹介されている。以降、「豆腐百珍 続編」「万宝料理秘密箱 前篇」「名飯部類」など複数の書物に、巻き寿司が紹介されるようになる。明治時代までは、巻き寿司は屋台などで提供されるのが主流だったが、明治時代～大正時代には、家庭でも食べられるようになった。

## 調理法
具材の芯を海苔や酢飯で巻くことによって、迅速かつ大量に生産できるようになっている。家庭では、巻き簾を使わない手巻き寿司が作られるほか（後述）、太さや切った時の断面を調整しやすい巻き寿司メーカーが市販されている。業務用では、電気で自動的に巻く作業を行う海苔巻き用ロボットが利用されることもある。

### 種
具材（タネ・巻芯）は様々である。大量生産など業務用には巻き寿司用の具がチルドや冷凍品として販売されている。巻き寿司の中心の具をスティック状にまとめて冷凍した商品「巻き芯」は海苔の上に酢飯をひろげ、載せて巻くだけで簡単に巻き寿司が出来上がる。具材の組み合わせによって上巻き芯、並巻き芯、サラダ巻き芯、海鮮巻き芯、女性に人気のアボカド芯などがある。

### 海苔
板海苔のあぶり方は備長炭のような木炭の強火で遠くから2枚ずつ、青色になるように手早く焼く。海苔を巻くには巻き簾を用いる。海苔がパリパリの香ばしさを保った破れやすい状態で巻くことから、素早く繊細に巻くことが必要となる。海苔の表が外側になる方向で使用する。

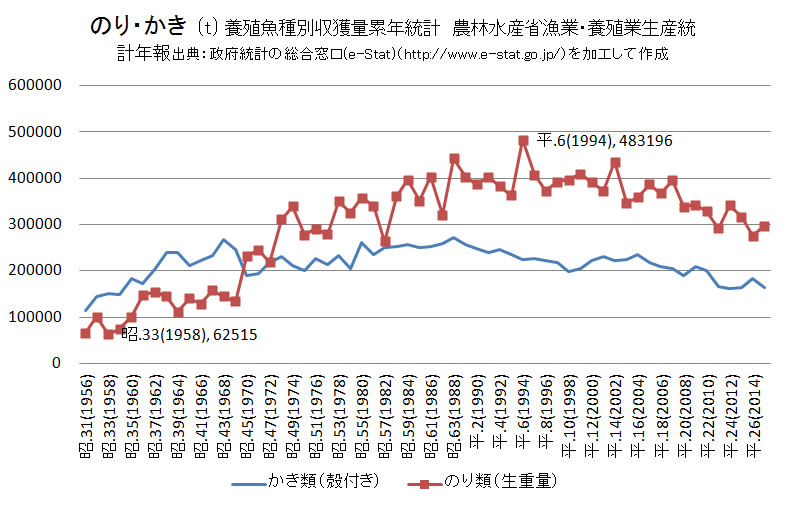
のり養殖（戦後）
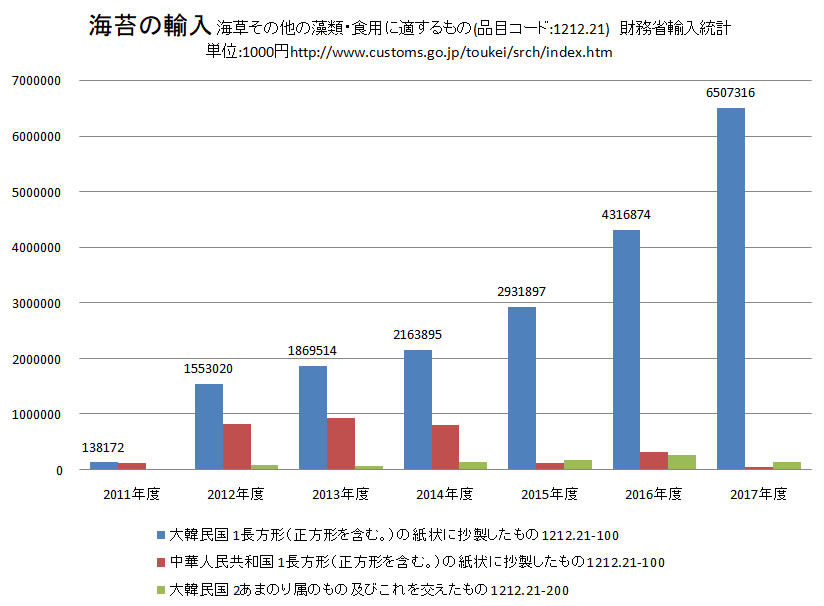
海苔の輸入金額の推移(2011-2017年度)。財務省貿易統計
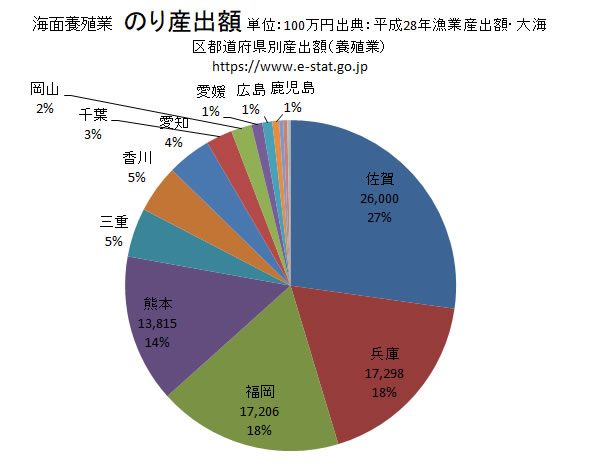
海苔の生産金額（都道府県別）海面養殖業（大海区都道府県別産出額・養殖業）

海苔巻き寿司に欠かせない海苔の養殖の歴史は古いが、採苗は自然付着頼りで増産には限界があった。1949年にイギリスマンチェスター大学のキャスリーン・メアリー・ドリュー=ベーカー教授が海苔の糸状体を発見し九州大学瀬川宗吉教授へ教示、熊本県水産試験場太田扶桑男技師へ伝えられ1953年人工採苗に成功。これにより養殖海苔の生産量は飛躍的に向上して安定供給可能となり、1975～1984年には全国的に過剰生産時代へ入った。
主要な生産地は佐賀県・福岡県・兵庫県・熊本県であるが近年急激に韓国からの輸入が増加している。

## 太さによる違い
江戸前寿司では、単に「海苔巻き」と言えば「細巻」の「干瓢巻き」を指す。巻き寿司は太さの違いや使用する材料また地方によっては名称が異なっている。

### 細巻

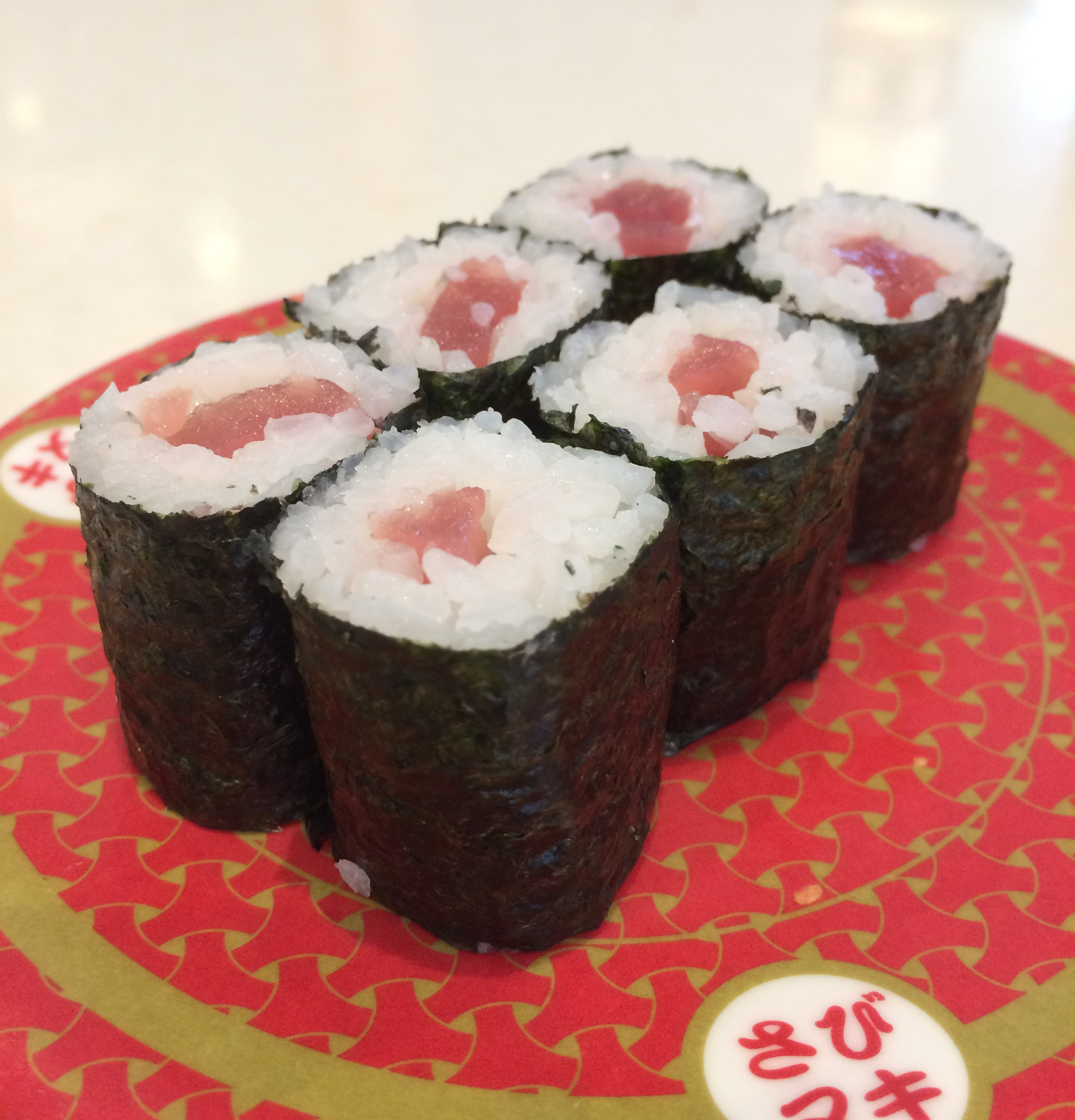
鉄火巻き
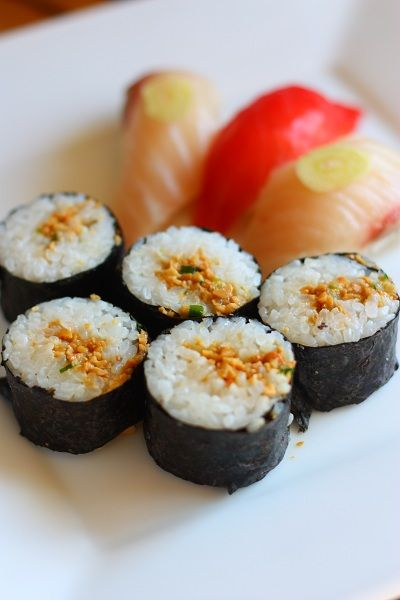
納豆巻き

江戸前寿司における海苔巻きの基本であり、具にかんぴょうを使用し丸く巻くものが標準（慣例）。その黒い細身の姿から鉄砲巻きとも呼ばれる。直径3cm程度の口に入れやすいのもの。半分に切った海苔で巻く。
大抵は具が1種類のみ。2等分に切り、さらに2等分もしくは3等分に切る。このようにして、かんぴょう巻は4等分に、他の細巻きは6等分にする。
干瓢巻き（かんぴょうまき）
干瓢を水で戻し甘辛く煮たものを使用。単に「細巻」「海苔巻き」「鉄砲巻き」とも呼ぶ。かんぴょうはみりん・砂糖・醤油で濃いめに味付けして冷まして切る。かつて江戸前寿司においては最も標準的な巻物であった。
かっぱ巻（かっぱまき）
キュウリを使用。店舗・家庭により「きゅうり巻」とも。河童（かっぱ）の好物がキュウリであることに由来。当初の名称は「きゅうり巻き」だった。なお、スシローやくら寿司では、ライバル店のかっぱ寿司を連想させるということで、「きゅうり巻き」の名称を使っている。
新香巻（しんこまき）
沢庵漬けを使用。ゴマなどを振ることもある。詳しくは新香巻きを参照。
奈良漬巻
奈良漬を使用。現代ではあまり一般的ではなく、老舗の寿司屋でのみみられる古風な種である。
納豆巻（なっとうまき）
碾き割り納豆（ひきわりなっとう）を使用。青味には青紫蘇が好んで用いられる。詳しくは納豆巻きを参照。
鉄火巻（てっかまき）
鉄火巻は鮪を使用する。使用されるマグロが火で真っ赤に熱せられた鉄と同じように赤いこと、博打を行う場所（鉄火場）において片手間に簡単に食べられていた（イギリスのサンドウィッチ伯により、トランプゲームをしながら食べられる料理として発想されたともいわれるサンドイッチと発想は同じ）など諸説名前の由来がある。
ねぎとろ巻
ネギトロ（マグロの脂身）を使用。マグロの中落ちを利用する物もある。ネギが散らされることも多い。
ひもきゅう巻
アカガイなどのヒモ（外套膜）とキュウリを使用。
梅紫蘇巻
潰した梅干しと紫蘇を使用。
筋子巻
筋子（鮭の卵）を使用。
トロタク巻
ネギトロ（大トロの場合もある）と沢庵を使用。
ハラス巻
鮭のハラスとキュウリ、大葉、胡麻などを使用。

### 太巻

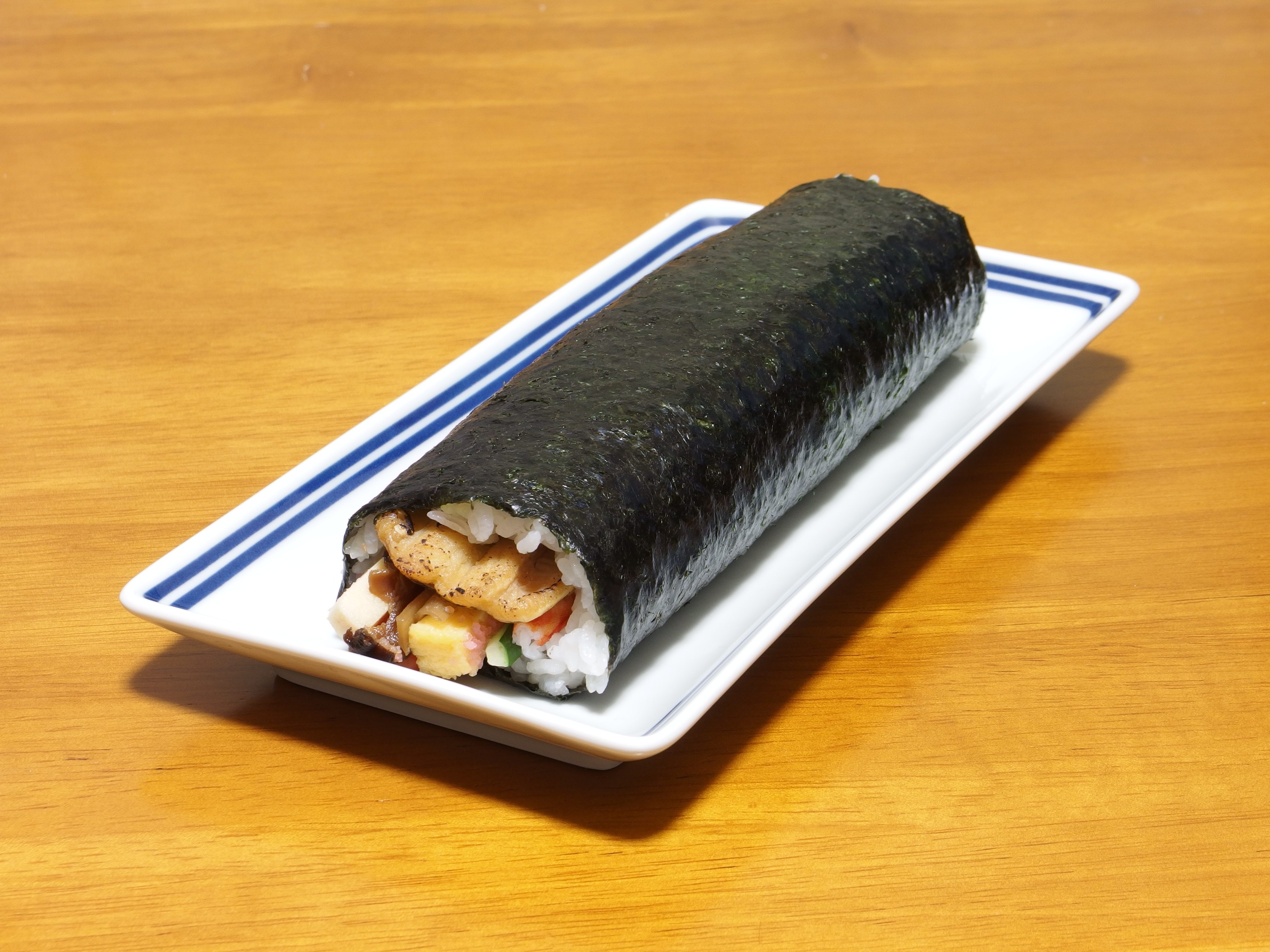
太巻き寿司

細巻より太めの巻物を「太巻き」と呼ぶ。板海苔を1枚もしくはそれ以上使い、多種類の種（たね）を用い、太さは直径5cm以上となる。厚さ2-3cm程度に輪切りにして食されることが多い。標準的な種は、玉子焼き・高野豆腐・かんぴょう・椎茸・きくらげ・でんぶ・おぼろ・焼穴子・キュウリ・三つ葉など。地方により、また店舗や家庭により様々な材料や食べ方がある。節分には恵方巻と称して太巻を食べる習慣がある。
海苔太巻き
特別に厚く漉いた浅草海苔の大判（横21.2cmくらい、縦22.7cmくらい）を裏に巻き締めの部分を少し残して酢飯を厚さ9mmくらいに平均につけ、かんぴょう、しいたけまたはエビのおぼろなどを芯にして竹簾を使って太く巻き、好みの厚さに輪切りにする。
海苔二重巻き
上の大判の海苔に太巻きよりもかために飯を圧して厚さ6mmくらいにつけ、しいたけを芯に6-7mmへだててかんぴょうをならべ置き竹簾は使わないで太巻きのように巻き別の大判の海苔に同様に薄く一面に飯をつけ、そのまま竹簾の上に移し飯の上にかんぴょうとエビのおぼろを霞のようにふたすじ置きその上に作っておいた下巻きをのせ、それをおおうように竹簾を使って二重に巻き小口から好みの厚さに輪切りにする。

### 中巻
海苔を一枚または半分を使用して巻く。昭和中期以降、持帰り店を中心に発売されている。細巻と太巻の中間の太さで、具は概ね2、3種類となっている。近年では板海苔の代わりにレタスなどを使用したものも見かける。使用する酢飯は細巻きの約2倍となる。
穴きゅう巻（あなきゅうまき）
アナゴとキュウリを使用。甘い煮詰めを使ったりわさび醤油で食べる。

## 様々な巻き物

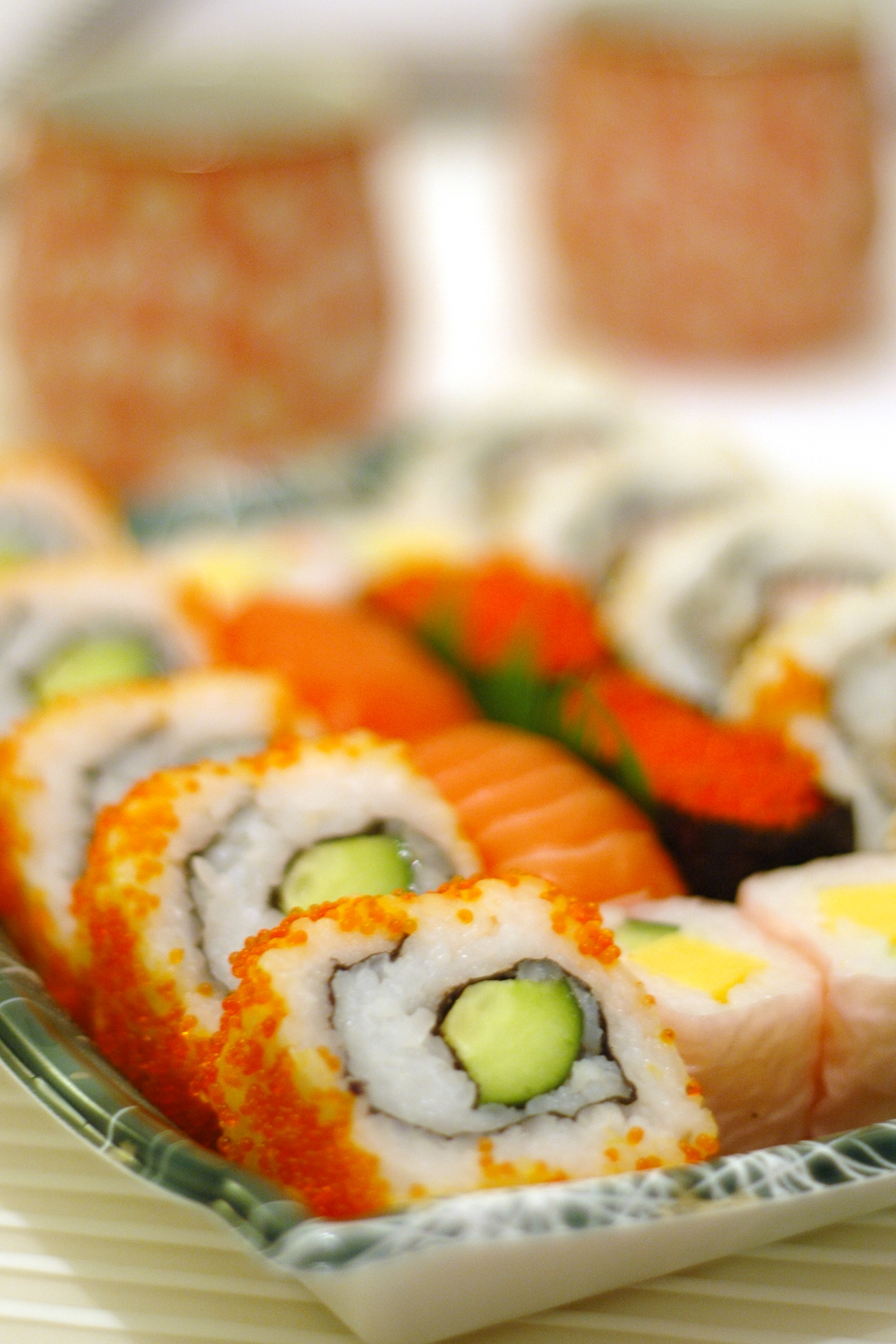
カリフォルニアロール（左列）

### 玉子巻き
卵焼きで巻いた寿司。守貞謾稿の江戸の寿司について「江戸、今製は握り鮓なり。鶏卵焼、車海老、海老そぼろ、白魚、まぐろさしみ、こはだ、あなご甘煮長のままなり。以上、大略、価八文鮓なり、その中、玉子巻は十六文ばかりなり」と述べている。本所元町のすし屋、花屋与兵衛の寿司にも、海苔細巻き、厚焼き玉子と海苔太巻きが含まれている。他にも伊達巻や玉巻（ぎょくまき）の名称もある。

### 手巻き寿司
巻き簀を使わず手で飯と具を海苔で巻く寿司は「手巻き寿司」と呼ぶが、「築地玉壽司」が昭和46年に始めたとして同店は「元祖末廣手巻き」と名乗っている。

### 軍艦巻き
銀座久兵衛がイクラやウニなど握りにくい具を寿司とするために作ったもので、これはその外見から「軍艦巻き」と呼ぶ。

### 太巻き祭り寿司
千葉県の代表的な郷土料理である。切り口から絵柄が表れるように作られる太巻き寿司で、歴史は江戸時代に遡る。漁業が盛んな九十九里浜の背後にあり古くからの稲作地帯であった九十九里平野を中心に発達し、冠婚葬祭などのご馳走などとして食べられる。おにぎりやめはりずしをルーツとする説もある。

### サラダ巻き
野菜を主としたりサラダの具を利用する巻き物は、近年多種多様にわたっているが、これらの元祖は下記にあるレタス巻きである。詳細はサラダ巻きを参照。
それ以前は寿司具に変り種やマヨネーズを持ち込む者は皆無で伝統に対するタブーであった。
ツナマヨ巻
ツナをマヨネーズで和えたものを使用する。
レタス巻き
宮崎県の寿司店が考案した巻き物の名称で、海老を芯にし、マヨネーズをかけてレタスと一緒に巻いたもの。
なみだ巻
「ばくだん巻き」「ワサビ巻き」ともいう。刻みわさびまたはおろしわさびを中に巻いたもの。「なみだ」はわさびを指す寿司屋の符牒。

### 裏巻き
裏巻きは、日本の一般的な海苔巻きとは異なり、海苔が内側で酢飯を外側に巻く。「sushi rolls」とも呼ばれ、主に生の魚介類や海苔に馴染みのない国の人向けにカリフォルニアロールを作る際に用いられる。巻き簾の上に敷いた海苔の上に全面に酢飯、具を載せ、ラップをかぶせて巻く。さらに魚卵や胡麻などで飾ることもある。もともと裏巻は装飾寿司の方策だったが、西洋人の多くがおにぎりと同様に「表巻」の黒い様相を嫌ったことに始まる。現在では、日本以外、特に米国の寿司店で出される巻き寿司の多くは裏巻である。

### 西洋寿司
すでに1910年（明治43年）華屋與兵衛の子孫、小泉清三郎著『家庭鮓のつけかた』には、ハム（またはコールドミート）を使ってコショウをふった巻き寿司があり、江戸前寿司（早寿司）は様々な材料を受け入れやすい素地があった。1970年代アメリカ西海岸を中心に、寿司は一大ブームとなり、その中で生まれた「カリフォルニアロール」は大いにヒットして日本にも逆輸入された。
| 名称                               | 参考画像                 | 寿司だね / 調理法 |
| ---------------------------------- | ------------------------ | --- |
| カリフォルニアロール               | カリフォルニアロール     | アボカド、カニ（またはカニカマ）、きゅうり、トビコ（またはマサゴ）を巻いたもの。裏巻きにする場合はトビコ（マサゴ）を外側に乗せたり、白胡麻をまぶすことがある。これをベースに、さまざまな巻き寿司が作られる。 |
| レインボーロール                   | レインボーロール         | カリフォルニアロールの上にマグロ、サーモン、白身（ハマチ、タイ、アバコ、ヒラメ、オヒョウなど）、エビ、アボカド、アナゴ（またはウナギ）などを、斜めにずらしながら彩りよく巻き付ける。材料に特に決まりはない。その姿を虹に見立ててこう呼ばれる。 |
| キャタピラ・ロール                 | キャタピラーロール       | カリフォルニアロールの上にアボカドだけを乗せたもの。「キャタピラ」はイモムシのこと。 |
| アラスカロール                     | 画像をアップロード       | カリフォルニアロールの上に、生またはスモークサーモンを乗せたもの。 |
| B.C.ロール                         | B.C.ロール               | 焼いたサーモンの皮、サーモン（身）、きゅうり、スウィートソース、トビコ（またはマサゴ）。「B.C.」は、カナダのブリティッシュ・コロンビア州のこと。 |
| ファイアー・ロール                 | 画像をアップロード       | エビ天ぷら、スパイシーツナ、またはウナギ、カニカマボコなどを巻き、スパイシーソースをかける。場合によっては鉄火巻きのこともこう呼ぶ。 |
| ダイナマイト・ロール               | 画像をアップロード       | ハマチ、エビ天ぷら、もやし、にんじん、アボカド、きゅうり、チリソース、スパイシーマヨネーズ。 |
| スパイシー・ツナ・ロール           | スパイシー・ツナ・ロール | スパイシー・ツナは、ネギトロ状にしたマグロ（ただし、ネギは使わない）を七味とうがらしとラー油で和えたもの。かいわれダイコンまたはきゅうりを加える店もある。 |
| スパイシー・イエローテール・ロール | 画像をアップロード       | スパイシーツナのバリエーションで、マグロの代わりにハマチを使用。 |
| スパイシー・スキャロプ             | 画像をアップロード       | 小さく切ったホタテガイをマヨネーズ、七味とうがらし、ラー油で和え、軍艦巻きにしたもの。マサゴを加える場合もある。 |
| ハワイアンロール                   | 画像をアップロード       | アヒ・ポキ（ハワイ名物のマグロ漬け）、玉子、かんぴょう、カマボコ。 |
| アヒポキ軍艦                       | 画像をアップロード       | アヒ・ポキの軍艦巻き。 |
| フィラデルフィアロール             | フィラデルフィアロール   | ベーグル・アンド・ロックス（ベーグル#動向を参照）が基になっており、生またはスモークサーモン、クリームチーズを使用。きゅうり（またはアボカド）やネギ（または玉ネギ）を含むものもある。 |
| ネギハマ                           | 画像をアップロード       | ネギトロの要領で、マグロの代わりにハマチを使用。 |
| サーモンスキン・ロール             | 画像をアップロード       | 炙ったサーモンの皮で、カイワレ、ヤマゴボウと飯を巻く。 |
| サーモンロール                     | サーモンロール           | 鉄火巻きの要領で、マグロの代わりにサーモンを使用。 |
| シアトルロール                     | シアトルロール           | 生またはスモークサーモン、きゅうり、アボカド。サーモンロールと呼ばれることもある。 |
| スパイダーロール                   | 画像をアップロード       | 揚げたソフトシェルクラブを中心に、きゅうり、アボカド、かいわれダイコンを巻き、マヨネーズまたはスパイシーマヨネーズなどで味付けしたもの。カニカマ、レタス、トビコなどを加える店もある。「スパイダー」は、英語圏の寿司業界でソフトシェルクラブを指す隠語。 |
| 天ぷらロール                       | 画像をアップロード       | ハタまたはエビの天ぷら、玉ねぎ、マヨネーズ。エビの天ぷらを使ったものは、東京ロールとも呼ばれる。 |
| ドラゴンロール                     | ドラゴンロール           | エビの天ぷらロールの上にアナゴ（またはウナギ）とアボカドを乗せたもの。店によっては、カリフォルニアロールの上にアナゴ（またはウナギ）を乗せたものを指す場合がある。 |
| ゴジラロール                       | 画像をアップロード       | エビの天ぷらまたはエビフライを中心に、ウナギ（またはアナゴ）、きゅうり（またはアボカド）とともに巻き、テリヤキソースとマヨネーズでトッピングしたもの。イクラを目に見立てて付ける場合もある。 |
| 蕎麦ロール                         | 画像をアップロード       | 蕎麦とカニカマ、きゅうり、アボカド、しらがねぎなどを巻き、セサミソースをかける。 |
| ラスベガスロール                   | 画像をアップロード       | チキン（またはスパイシーツナ、ウナギ、サーモンなど）、アボカド、チーズを酢飯で巻き、天ぷらにする。ロシアでいう「ホットロール」。 |
| ロブスターロール                   | 画像をアップロード       | ロブスター、きゅうり、レタスを巻き、スパイシーマヨネーズをかける。 |
| サラずし                           | 画像をアップロード       | 薄切りのサラ（豚の脂身の塩漬け）で酢飯を海苔のように巻く。 |
| クレイフィッシュロール             | 画像をアップロード       | クレイフィッシュ、ルッコラ、アボカド、マヨネーズ。 |
| モンキーロール                     | 画像をアップロード       | ブラジルの寿司。バナナを巻いた酢飯をマンゴーで包み、チョコレートソースをかける。 |
| 寿司ブリトー（スシリトー）         | 寿司ブリトー             | アメリカサンフランシスコのチェーン店「Sushirrito」で2011年に生み出された寿司。名前は寿司とブリート(ブリトー)を融合させたものでブリートのようにやや太めに巻かれた巻きずしがさらに包み紙で巻かれておりブリートのように素手で食べることが出来るようになっている。具材はアジアからラテン料理までの幅広いものが使われている（そういう意味では特定の寿司の名前というより食べ方の呼称のほうが近い）。「Sushirrito」は商標であり「Sushi burrito」として類似の料理がアメリカ西海岸で特に広がっている。 |

### その他
1975年（昭和50年）『すし技術教科書』の「新しいすしダネとすし」には、キャビアやセップ、ロブスター、納豆、じゅんさいなど、100種類にもなる新しい寿司ダネが紹介されている。現代の寿司店では、ありとあらゆる食材が寿司として提供される一方、古典的な材料・手法を守る店も人気があり、むしろ高級・高価である。そして、寿司は主に外食の料理となり、家庭で作られる寿司は減少している。